# Finlandia ai XIV Giochi olimpici invernali
La Finlandia partecipò ai XIV Giochi olimpici invernali, svoltisi a Sarajevo, Jugoslavia, dall'8 al 19 febbraio 1984, con una delegazione di 45 atleti impegnati in sei discipline.